# Ausstellungsbrücke

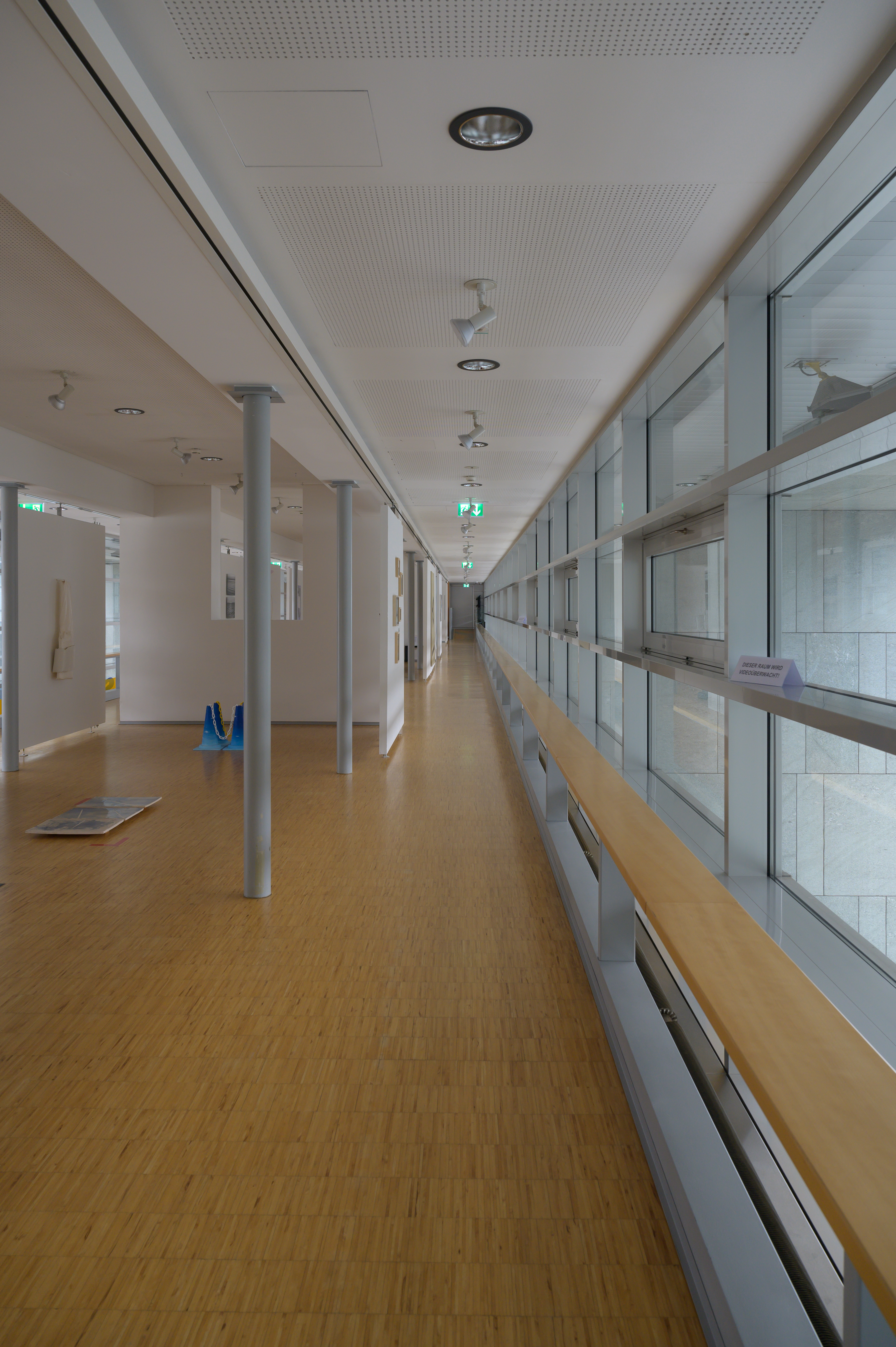
Ausstellungsbrücke

Die Ausstellungsbrücke im Landhaus St. Pölten ist eine Galerie für zeitgenössische Kunst des Landes Niederösterreich. Sie befindet sich im Regierungsviertel St. Pölten und verbindet im dritten Stockwerk das Amtsgebäude mit dem Regierungsgebäude, also die Häuser 1 und 1A. Jährlich finden zehn Ausstellungen mit vornehmlich niederösterreichischen bildenden Künstlern statt.
Die Ausstellungsbrücke gehört zu den Niederösterreichischen Museen und Sammlungen.